# Los Chikos del Maíz
Los Chikos del Maíz est un groupe espagnol de rap politique, originaire de Valence. Il est formé en 2005 par les rappeurs Nega et Toni el Sucio, accompagnés du DJ Bokah. Les paroles du groupe traitent de la monarchie, ou de la scène hip-hop espagnole. Le groupe se caractérise par ses paroles agressives, un brin sarcastiques, et comprennent des références littéraires, cinématographiques, politiques et issues de la culture populaire. Les membres se déclarent marxistes et antifascistes.

## Historique
Le groupe est formé en 2005 par El Toni, membre du groupe La Nota Más Alta, et El Nega, membre du groupe 13 Pasos. Auparavant, les deux communiquaient sur Internet, et auront l'idée de s'associer et de former un groupe. Ils enregistrent une première démo, Miedo y asco en Valencia (le titre est une référence au film Miedo y asco en Las Vegas), et joue plusieurs concerts dans la banlieue de Valence. Deux ans plus tard, le groupe publie la démo A D10s le Pido, dédiée au footballeur Diego Maradona.
En 2008, Nega publie sa démo solo Geometría y Angustia, en téléchargement libre sur Internet. Un an plus tard, en 2009, Nega annonce la préparation de l'album Pasión de Talibanes. Les membres de l'organisation révolutionnaire Segi ayant été emprisonnés, Los Chikos del Maíz publient un message de soutien.
Le 7 avril 2010, Los Chikos del Maíz se rend à un concert dans un festival organisé par Izquierda Unida (IU) à Séville. En 2013, le groupe publie une démo avec le groupe de punk hardcore Habeas Corpus, intitulée United Artists of Revolution. En 2016, le groupe annonce sa séparation temporaire, et organise son dernier concert le 31 décembre 2016. Depuis 2017, les membres du groupe constituent Riot Propaganda avec Habeas Corpus.

## Discographie
- 2005 : Miedo y asco en Valencia
- 2007 : A D10s le pido
- 2008 : Geometría y Angustia
- 2011 : Pasión de Talibanes
- 2014 : La Estanquera de saigón
- 2016 : Trap Mirror
- 2019 : Comanchería
- 2021 : Presentan... David Simon
- 2022 : Yes Future